# Listă de localități din raionul Nisporeni
Această listă conține satele și orașele din raionul Nisporeni, Republica Moldova.
| Denumire        | oraș / centru de comună / sat |
| --------------- | ----------------------------- |
| Băcșeni         | sat în comuna Boldurești      |
| Bălănești       | centru de comună              |
| Bălăurești      | sat (comună)                  |
| Bărboieni       | sat (comună)                  |
| Boldurești      | centru de comună              |
| Bolțun          | sat (comună)                  |
| Brătuleni       | centru de comună              |
| Bursuc          | sat (comună)                  |
| Călimănești     | sat (comună)                  |
| Chilișoaia      | sat în comuna Boldurești      |
| Ciorești        | centru de comună              |
| Ciutești        | centru de comună              |
| Cîrnești        | sat în comuna Brătuleni       |
| Cristești       | sat (comună)                  |
| Drojdieni       | sat în comuna Șișcani         |
| Găureni         | sat în comuna Bălănești       |
| Grozești        | sat (comună)                  |
| Heleșteni       | sat în comuna Marinici        |
| Isăicani        | sat în comuna Valea-Trestieni |
| Iurceni         | centru de comună              |
| Luminița        | sat în comuna Valea-Trestieni |
| Marinici        | centru de comună              |
| Milești         | sat (comună)                  |
| Mîrzoaia        | sat în comuna Iurceni         |
| Nisporeni       | oraș, reședință de raion      |
| Odaia           | sat în comuna Șișcani         |
| Odobești        | sat în comuna Valea-Trestieni |
| Păruceni        | sat în comuna Seliște         |
| Seliște         | centru de comună              |
| Selișteni       | sat în comuna Valea-Trestieni |
| Soltănești      | sat (comună)                  |
| Șendreni        | sat în comuna Vărzărești      |
| Șișcani         | centru de comună              |
| Valea Nîrnovei  | sat în comuna Ciutești        |
| Valea-Trestieni | centru de comună              |
| Vărzărești      | centru de comună              |
| Vînători        | sat (comună)                  |
| Vulcănești      | sat în comuna Ciorești        |
| Zberoaia        | sat (comună)                  |